# Oslo City

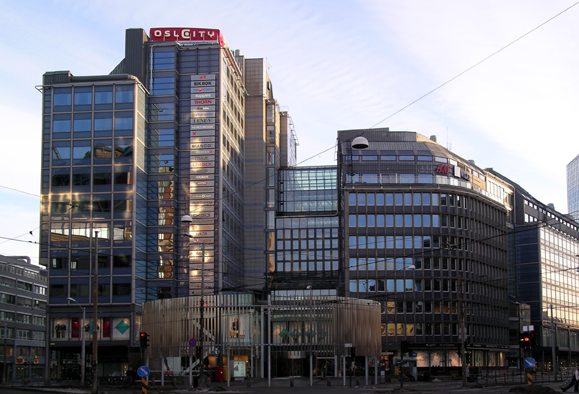
Oslo City

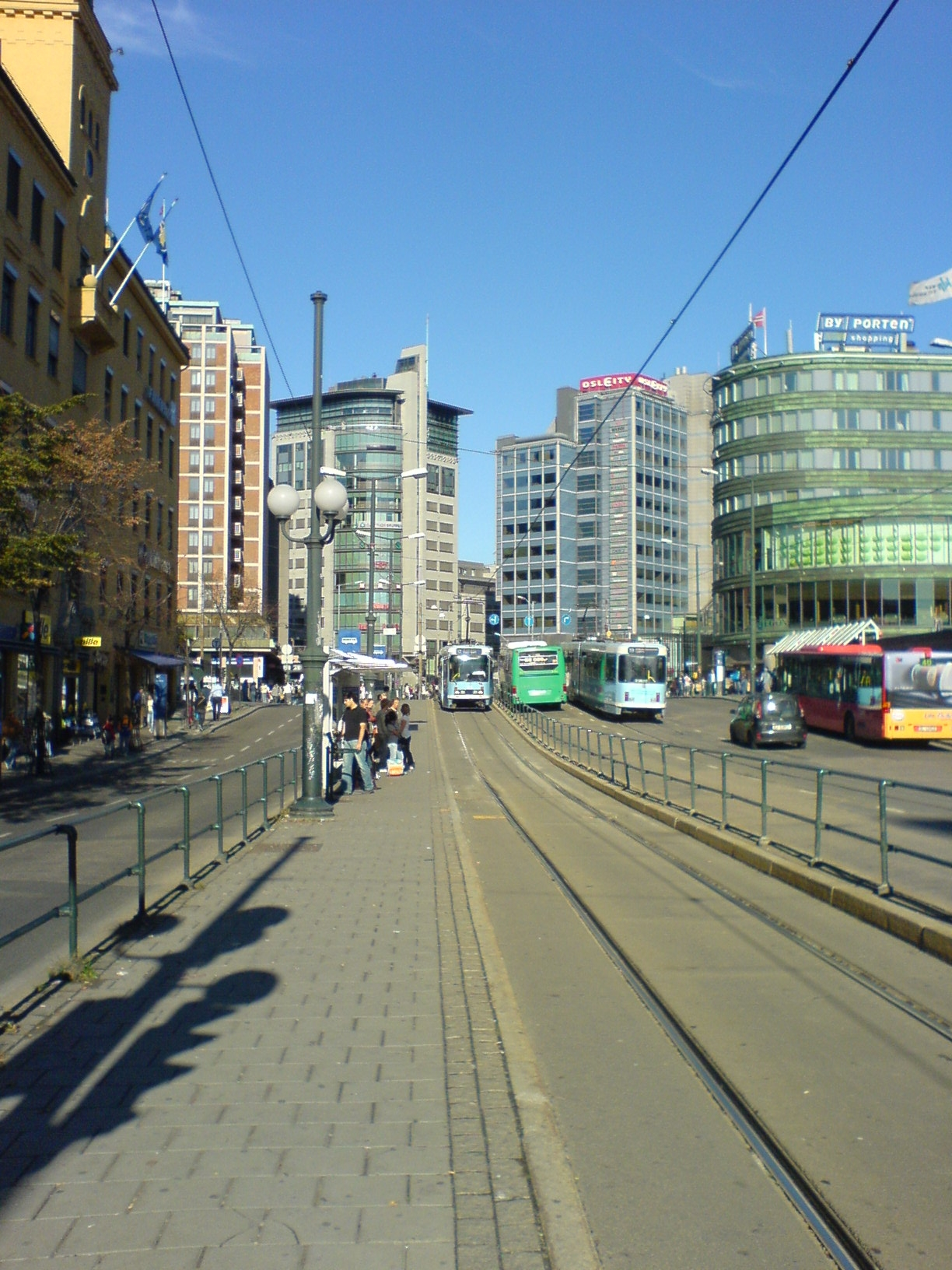
Oslo City i bakgrunden mitt i bilden

Oslo City är ett av Oslos största köpcentrum. Det öppnades 1988.  Det har idag 91 butiker och ligger vid Oslo Sentralstasjon och hotellet Oslo Plaza.